# Scleranthus singuliflorus
Espèce
Classification phylogénétique
Scleranthus singuliflorus est une espèce de plantes du genre Scleranthus et de la famille des Caryophyllaceae. Cette espèce est présente sur l'île de Nouvelle-Guinée et en Australie.